# Farolero

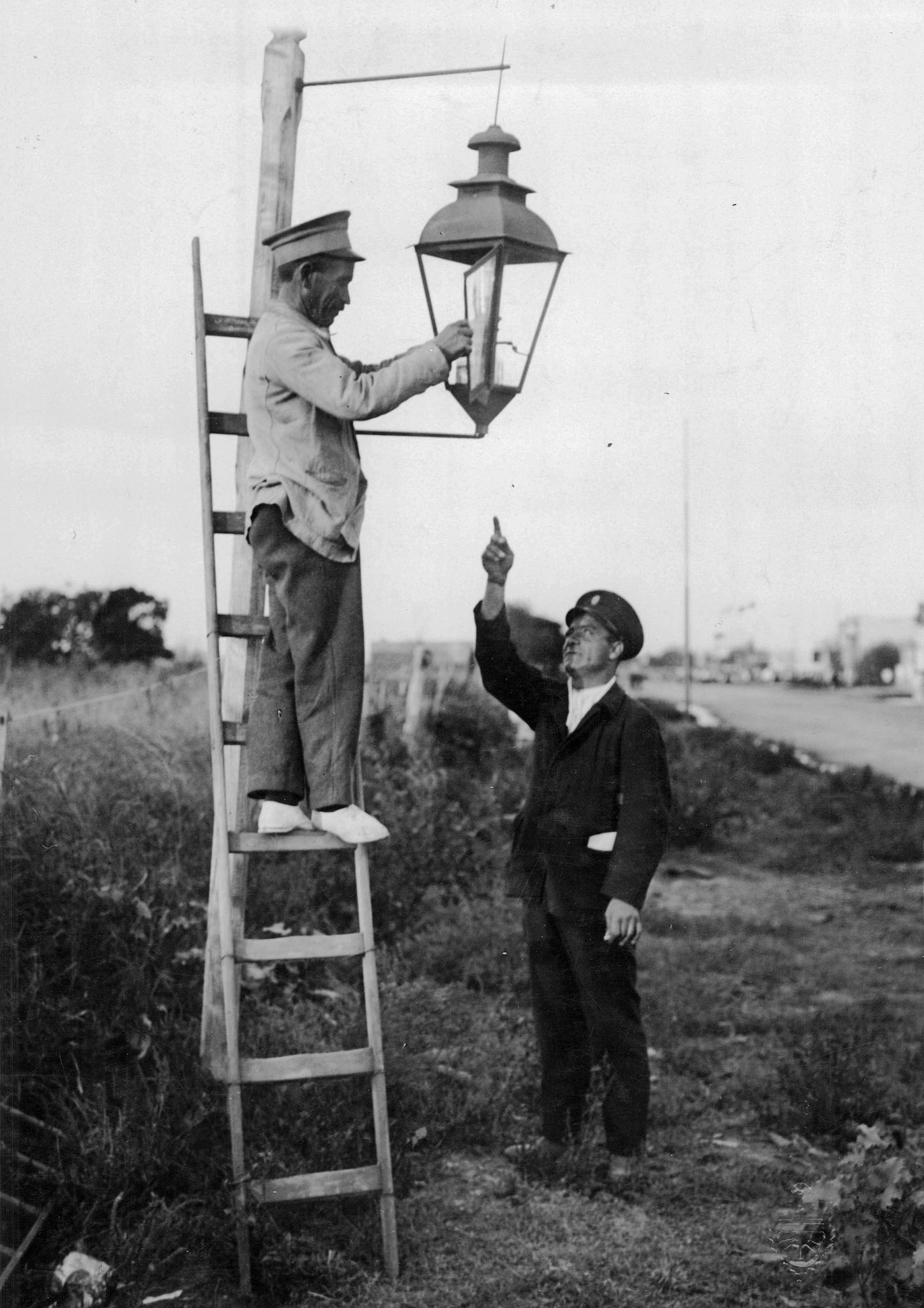
Farolero encendiendo el último farol a queroseno de Buenos Aires, 1931.

Cuando no existía iluminación eléctrica, el farolero era la persona encargada de encender los faroles de una población, y mantenerlos en buen estado.
A cada farolero se adjudicaba un determinado números de los faroles y las calles en concreto a las que debía asistir. Debía encenderlos a una determinada hora en las noches oscuras y en las de luna a la hora que se les señalara. Debía acudir al amanecer por aceite y mechas para proveer a los faroles y mantenerlos limpios, lo que debía hacer a primera hora de la mañana. Para realizar su trabajo, los faroleros estaban provistos de un chuzo, un pito, una linterna, escalera, alcuza y paños. Respondían del estado de los faroles que tenían asignados debiendo pagar los daños que les causaran.

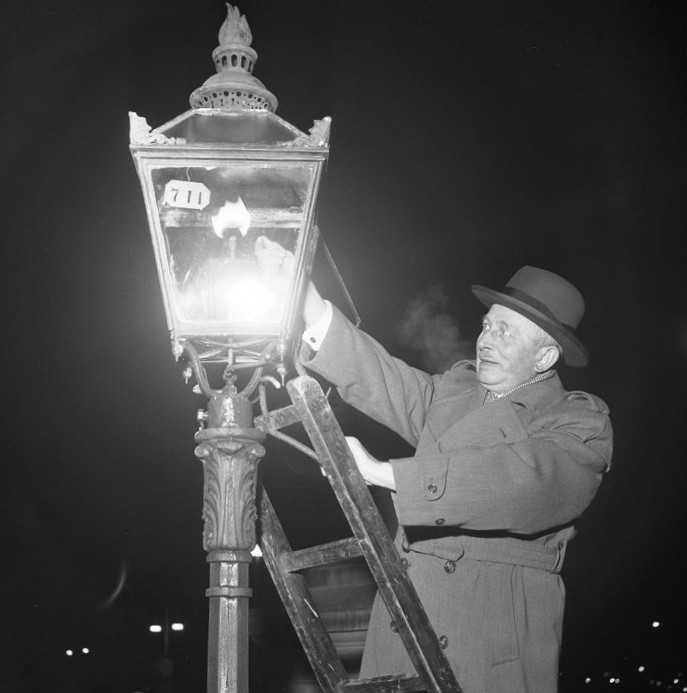
Farolero en 1953.

A menudo, compaginaban su labor de farolero con la de guarda (véase Sereno (oficio)) y según este encargo, debían estar vigilantes toda la noche desde el momento que se encendían los faroles hasta el amanecer. Entre sus obligaciones figuraban:
- Darse voces de unos a otros desde las once de la noche, dictando la hora que era y el tiempo que hacía de cuarto en cuarto de hora no valiéndose del pito, sino para reunirse cuando necesitaran de auxilio.
- Aprehender los malhechores o ladrones que encontrasen depositándolos en la guardia, cuartel o cárcel más inmediata
- Avisar cuando hubiere fuego en alguna casa, al dueño de ella y después a la guardia más inmediata pero sin separarse de su puesto pues para todo debían pasar la palabra de unos a otros, como cuando algún vecino les pedía que solicitasen al médico, cirujano o partera.[2]

## Expresiones relacionadas
- Meterse uno a farolero. Meterse donde no le llaman.[3]